# Golf von Penas
Der Golf von Penas (spanisch Golfo de Penas, wörtlich: „Golf der Schmerzen“; deutsch auch Penasgolf) ist ein Gewässer und liegt südlich der Halbinsel Taitao in Chile. 
Es ist zwar westlich für die Stürme des Pazifischen Ozeans geöffnet, aber ermöglicht den Zugang zu einigen natürlichen Häfen. Darunter sind der Golfo Tres Montes und Golfo San Esteban, die Bahía Tarn und der Messier-Kanal.
Das Volk der Caucahue lebte dort.